# John Steenhuisen
John Henry Steenhuisen (Durban, Natal tartomány, 1976. március 25. –) dél-afrikai politikus, a Demokratikus Szövetség (DA) elnöke (2020-tól), agrárminiszter (2024-től).

## Életpályája
A mai KwaZulu-Natal tartomány legnagyobb városában, Durbanben, középosztálybeli családban született 1976-ban. A helyi fiúközépiskola elvégzése után felsőfokú tanulmányait Pretóriában, a Dél-afrikai Egyetemen kezdte meg jog és politika alapszakon, de egyiket sem fejezte be.
1999-ben, 22 évesen választották be választották be Durban város önkormányzatába, s ezzel ő lett a város történetének egyik legfiatalabb tanácsosa. A 2000-ben a Demokratikus Párt (DP) és két kisebb párt egyesülésével összekovácsolt DA tagjaként a frissen létrehozott, Durbant és a környező településeket összefogó eThekwini regionális önkormányzatában folytatta. 2009-ben került be KwaZulu-Natal tartományi parlamentjébe, ahol rövidesen frakcióvezető lett. E posztjáról 2010-ben lemondott, miután magánéleti botrányba keveredett.
2011-ben, nem sokkal lemondása után beválasztották a nemzetgyűlésbe, három évvel később pedig ő lett pártja frakcióvezetője. Amikor a 2019-es választási kudarc után Mmusi Maimane lemondott a párt vezetéséről, s vele a DA több prominens fekete politikusa is távozott – mondván, nem tartják képesnek a pártot arra, hogy minden dél-afrikainak esélyt nyújtó társadalmat építsen fel –, előbb átmeneti, majd egyhangúlag megválasztott vezető lett (2020).
Az országot 1994 óta egyedül vezető Afrikai Nemzeti Kongresszus (ANC) a 2024. május végi parlamenti választáson elveszítette többségét, így koalíciós partnert kellett keresnie. A szövetségest a DA-ban találta meg, amely a mandátumok 22%-át szerezte meg. A nemzeti egységkormány (GNU) megalakításában kulcsszerepet játszó pártelnök megkapta az agrárminiszteri posztot (július 3.).